# Kale Clague
Kale Clague (Regina, Saskatchewan, 5 de junio de 1998) es un jugador profesional canadiense de hockey sobre hielo que se desempeña en la posición de defensor izquierdo en Buffalo Sabres, equipo de la National Hockey League (NHL).

## Carrera
Fue seleccionado en la segunda ronda en la NHL Entry Draft de 2016. En 2019 hizo su debut profesional con el equipo Los Angeles Kings, en el cual jugó tres temporadas (2019-2021), después pasó a Montreal Canadiens (2021-2022), luego a Buffalo Sabres, donde lleva jugando dos temporadas.